# 1384

## Esdeveniments

### Països Catalans
- 4 de juliol - Fraga: Arnau Descolomer és nomenat 10è. President de la Generalitat de Catalunya.
- Girona: Berenguer d'Anglesola n'és nomenat bisbe.

### Món
- Portugal: El rei Joan I de Castella envaeix el país, defensant els drets de la seva dona, la reina Beatriu de Portugal.
- Arle (Occitània): La revolta dels tuchins pren la ciutat, és reprimida amb duresa però s'estén a l'Alvèrnia.
- Bari (Itàlia): Lluís II de Provença és proclamat rei de Sicília, duc d'Anjou i comte de Provença, per la mort del seu pare Lluís I.
- Cracòvia (Polònia): Eduvigis I esdevé reina de Polònia amb només 10 anys.

## Naixements

### Països Catalans
- 11 d'agost - Barcelona: Violant d'Aragó, princesa d'Aragó, comtessa consort de Provença i reina consort de Nàpols (m. 1443).

### Món
- Roma: Santa Francesca Romana, fundadora de les Oblates (m. 1440).

## Necrològiques

### Països Catalans
- Castelló d'Empúries (Comtat d'Empúries): Joana d'Aragó i de Navarra, princesa d'Aragó i comtessa consort d'Empúries.
- La Seu d'Urgell (Comtat d'Urgell): Cecília I, comtessa.
- Saragossa: Jaume Domènec, historiador, traductor i teòleg català.

### Món
- 15 de juny - Bari (Itàlia): Lluís I de Provença, comte de Provença, duc d'Anjou, rei titular de Nàpols.